# Blænding (arkitektur)
 For alternative betydninger, se Blænding. (Se også artikler, som begynder med Blænding)
Blænding er en flad murniche, der kan være anvendt i dekorativt øjemed eller for at spare på mursten og kaldes derfor for en spareniche, men det kan også være en tilmuring af en vinduesramme, hvor der tidligere har været et vindue. Blændinger har ofte navn efter deres form. for eksempel kløverbladsblænding og cirkelblænding.